# Luposicya lupus
Luposicya lupus är en fiskart som beskrevs av Smith, 1959. Luposicya lupus ingår i släktet Luposicya och familjen smörbultsfiskar. Inga underarter finns listade i Catalogue of Life.